# Monument fontaine à Jean-Pierre Pléney
Le Monument à Jean-Pierre Pléney est une fontaine monumentale de Joseph Bourgeot (1851-1910) située place Meissonnier à Lyon, inaugurée en 1897 en commémoration de Jean-Pierre Pléney (1784-1864), bienfaiteur des orphelins méritants.

## Historique
Depuis sa création, se sont succédé sur la place : un puits, comblé par les habitants en 1659, une croix monumentale remplacée en 1777 par une fontaine à pompe surmontée d'une croix. 
En 1894, le sculpteur Joseph Bourgeot propose à la ville l’élévation d'un buste au bienfaiteur des orphelins méritants Jean-Pierre Pléney (1784-1864) sur la place où il a vécu. Le conseil municipal accepte après réduction du devis estimatif et, pour la partie architecturale, désigne Abraham Hirsch, architecte officiel de la Ville de Lyon. 

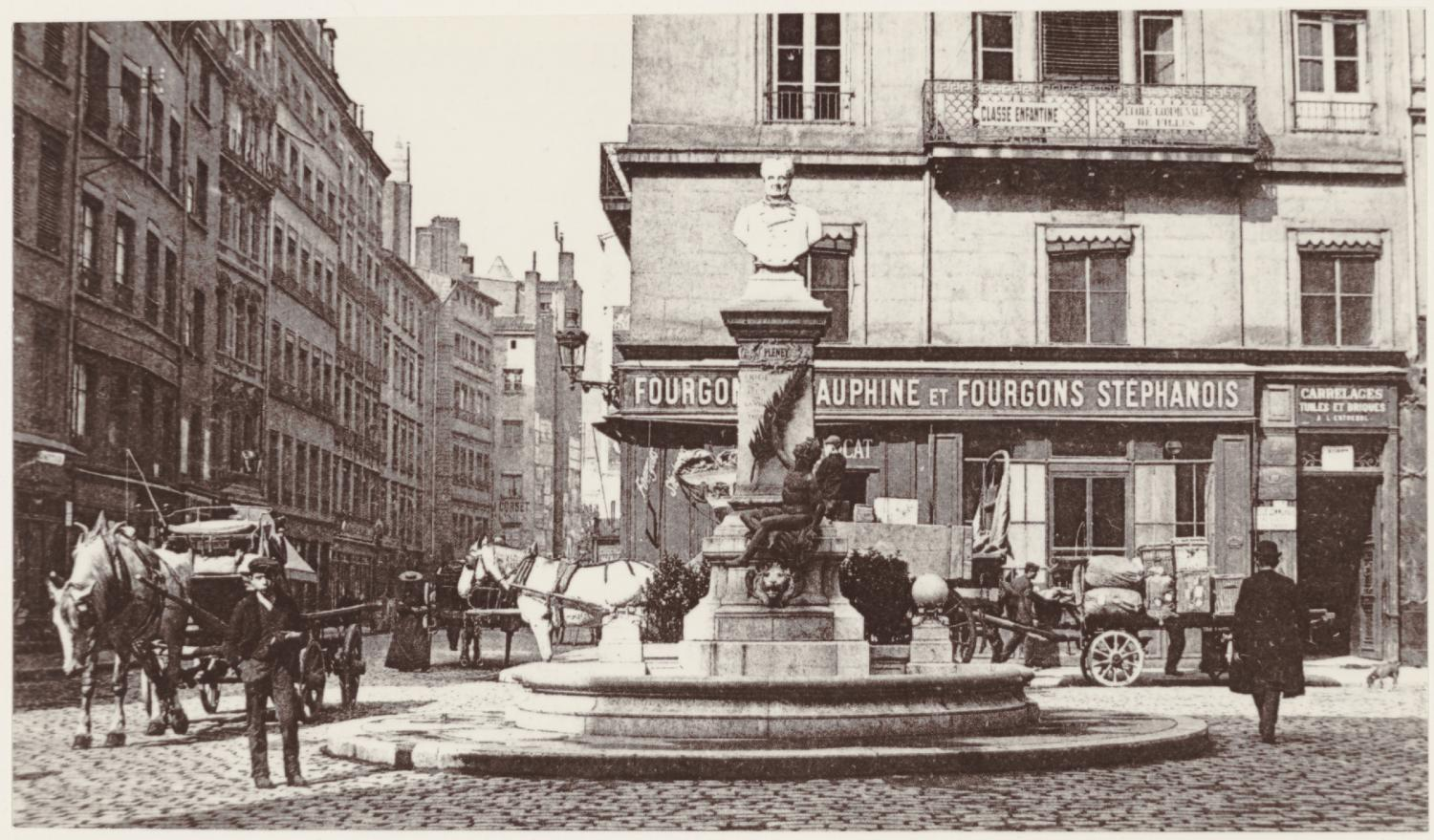
La fontaine vers 1900 avec le génie.

Ce dernier obtient de Bourgeot l'augmentation des dimensions du buste prévu pour un coût global de 3 500 francs : son projet prévoit un génie en bronze pour orner la face antérieure du piédestal, pour lequel il consulte huit autres artistes dont Charles Textor et Étienne Pagny. Il choisit finalement Vincent Fontan qui exécute le génie en bronze et le piédestal pour 12 000 francs. 
Les travaux de fondation sont réalisés au printemps de 1896, le buste (en marbre blanc de Carrare) et le génie sont installés le 10 juillet 1897 et le monument est inauguré le 14 juillet suivant. 
Le génie est envoyé à la fonte en 1942 sous le régime de Vichy, dans le cadre de la mobilisation des métaux non ferreux. Le reste du monument existe toujours. Sur la base du piédestal, l'eau s'écoule d'un mascaron de lion dans une vasque au pied du monument. Une seconde vasque sur la face arrière sert de jardinière.

## Inscriptions du piédestal
Le piédestal est en pierre de taille calcaire et porte les inscriptions suivantes :

### Face antérieure
« ERIGE / EN / 1896 / PAR / LA / VILLE DE LYON »

### Face postérieure
« PAR TESTAMENT DU 1° AOUT 1861 / JEAN PIERRE PLENEY / A / LEGUE TOUTE SA FORTUNE / A LA VILLE DE LYON / POUR LES REVENUS ETRE EMPLOYES / CHAQUE ANNEE / EN LIVRETS DE CAISSE D'EPARGNE / DE 500 FRANCS CHACUN / A DISTRIBUER A DES GARCONS ET DES FILLES / AYANT SOUTENU AVEC DEVOUEMENT / LEURS FRERES ET SŒURS ORPHELINS / OU LEURS PARENTS MALHEUREUX / CE BIENFAIT DEVANT PROFITER / A L'ELITE DE LA CLASSE OUVRIERE / A CEUX DE SES MEMBRES / QUI / AURONT FAIT PREUVE / D'ESPRIT DE FAMILLE / D'ORDRE ET DE CAPACITE »

### Face latérale droite
« IL FUT / LE SOUTIEN / DE LA VIEILLESSE / 1784-1864 »

### Face latérale gauche
« IL FUT / LE BIENFAITEUR / DES ORPHELINS »